# Northrop Grumman EA-6B Prowler
Northrop Grumman EA-6B Prowler je dvoumotorový proudový letoun určený k radioelektronickému boji, který vychází ze stroje Grumman A-6 Intruder. Ve službě je od roku 1971 a zúčastnil se řady akcí. Letoun může být vybaven protiradiolokačními řízenými střelami vzduch-země AGM-45 Shrike a AGM-88 HARM. V roce 1998 byly vyřazeny stroje General Dynamics/Grumman EF-111A Raven a letoun tak zůstal jediným elektronickým letounem ve službě u námořnictva USA a letectva námořní pěchoty. Od roku 2009 je do služby zaváděn letoun Boeing EA-18G Growler („bručoun“), který postupně EA-6B nahradil. U námořní pěchoty stroj vydržel ve službě až do 8. března 2019, kdy byl definitivně vyřazen.

## Uživatelé
- Spojené státy americké
  - Námořnictvo Spojených států amerických (dříve)[2]
  - Námořní pěchota Spojených států amerických (USMC Aviation) (dříve)[3]

## Specifikace (EA-6B Prowler)

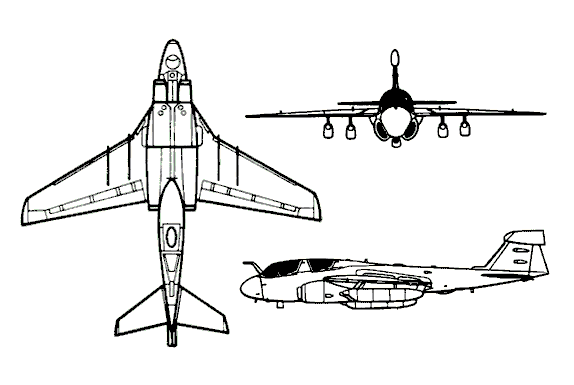
Třípohledový nákres

### Technické údaje
- Osádka: 4
- Rozpětí: 15,9 m
- Délka: 17,7 m
- Výška: 4,9 m
- Nosná plocha: 49,1 m²
- Hmotnost prázdného stroje: 15,130 kg
- Vzletová hmotnost:
- Maximální vzletová hmotnost: 27,900 kg
- Pohonná jednotka: 2× Pratt & Whitney J52-P408A
  - Tah: (46 kN) každý
  - s přídavným spalováním:

### Výkony
- Maximální rychlost: 1050 km/h
- Dostup: 11 500 m
- Stoupavost: 65 m/s
- Dolet: 3 254 km

### Výzbroj
- 5 závěsníků do celkové hmotnosti 8 164 kg
- 4× protiradiolokační střela vzduch-země AGM-45 Shrike nebo AGM-88 HARM
- 4× přídavné nádrže na 1 100 l